# (8794) 1981 EA7
(8794) 1981 EA7 là một tiểu hành tinh vành đai chính. Nó được phát hiện bởi Schelte J. Bus ở Đài thiên văn Siding Spring gần Coonabarabran, New South Wales, Úc, ngày 6 tháng 3 năm 1981.